# Pawieł Babajłow
Pawieł Konstantinowicz Babajłow (ros. Павел Константинович Бабайлов; ur. 25 lutego 1919 we wsi obecnie będącej częścią miasta Perm, zm. 14 października 1944) – as myśliwski Radzieckich Sił Powietrznych z 24 potwierdzonymi zwycięstwami w II wojnie światowej.
W czasie wojny zimowej brał udział w walkach.  Po ukończeniu szkoły pilotażu w 1941 roku brał udział w wojnie z Niemcami. W okresie od lipca 1942 do kwietnia 1944 służył w 790 pułku lotnictwa myśliwskiego. Od kwietnia 1944 do października 1944 w 163 pułku lotnictwa myśliwskiego. Pierwsze wspólne zwycięstwo powietrzne odniósł 17 września 1942 roku.
Od września 1944 roku pełnił obowiązki dowódcy eskadry w 163 pułku lotnictwa myśliwskiego. 14 października 1944 roku został zestrzelony w czasie walk w okolicach Zambrowa. Tam też został pochowany.
Został pośmiertnie odznaczony tytułem Bohatera Związku Radzieckiego. Był także odznaczony trzykrotnie Orderem czerwonego sztandaru, Orderem Lenina, Orderem Wojny Ojczyźnianej, Orderem Aleksandra Newskiego